# Collégiale Notre-Dame de Mehun-sur-Yèvre
Pour les articles homonymes, voir collégiale Notre-Dame.
L'ancienne collégiale Notre-Dame de Mehun-sur-Yèvre est située au cœur de Mehun-sur-Yèvre, entre le château et la vieille ville ; sa construction débuta à l'orée du XIe siècle en réutilisant des éléments de l'ancien castrum et s'appuyant sur les fortifications de la ville. Son déambulatoire en fer à cheval et sa chapelle gothique flamboyant en font un monument remarquable et particulier. il est classé monument historique depuis 1840.

## Situation
Mehun-sur-Yèvre, construit sur la voie romaine entre Bourges et Vierzon, s'est perché initialement sur un promontoire rocheux au confluent de l’Yèvre et de l’Annain; depuis le IXe siècle la seigneurie de Mehun dépend de l'archevêché de Bourges et ses seigneurs sont les vassaux de l'évêque. L'édifice est construit en utilisant des éléments du castellum, en les intégrant au chevet . De ce fait, il sépare la ville basse de la ville haute d'où la nécessité d'une communication qui au début passe devant la façade occidentale puis, après la construction du clocher-porche (XIIe siècle) qui s'appuie sur la muraille de la ville en surplomb de la rivière, est aménagé sous la nef,.
La collégiale Notre-Dame dépend de l'évêché de Bourges, la croix grecque du porche en est un signe.
Le Berry roman (départements du Cher et de l'Indre) est riche de plus de cent édifices religieux répertoriés, il bénéficie de l'influence de la Bourgogne à l'est avec l'abbaye de Cluny, la Touraine au nord et l'abbaye de Saint-Benoît-sur-Loire et le Limousin et l'Auvergne au sud avec l'abbaye Saint-Martial de Limoges.

## Historique
Les documents traçant la fondation manquent car ils ont été détruits par les guerres de religion et la Révolution française.
- début XIe siècle, construction de l'édifice peut-être sur une construction primitive de la fin du Xe siècle
- XIIe siècle, agrandissement de la nef côté nord et ajout de travées occidentales, après 1150 construction du clocher-porche
- 1466, construction par Raoul Thierry de l'actuelle chapelle de la Vierge Marie sur le côté sud qui a toutes les caractéristiques d'une chapelle seigneuriale
- 1562, pillage par les huguenots
- 21 août 1910, incendie dû à la foudre détruisant la partie haute de la nef et du clocher et faisant fondre les cloches[5],[3].

## Plan et architecture

### Plan
Le plan est de type église à nef unique sans transept, précédé sur sa face occidentale par un clocher-porche et débouchant sur un chœur à déambulatoire rare dans la région. Le chœur est flanqué au sud d'une chapelle gothique et le mur nord de la nef est bordé à l'extrémité est d'une sacristie depuis le XIXe siècle.

### Clocher-porche
Construit après 1150, servant de narthex, il s'appuie sur les murailles de la ville et surplombe les Grands moulins ; il peut servir de passage pour les piétons entre la ville haute et le château et la ville basse. Touché par l'incendie de 1910 et déjà remanié après 1885, sa restauration l'amputa de la partie haute. Il est constitué de trois niveaux, le porche dont les appuis du côté nord sont plus bas que du côté sud en raison de la déclivité du terrain, une salle haute qui communiquait autrefois avec la nef par au moins une ouverture centrale et une côté nord, et un beffroi en charpente reconstruit après l'incendie, doté d'abat-sons et cantonné de quatre clochetons d'angle; avant il était surmonté d'une flèche en pierre; des cartes postales accessibles sur le site des archives du Cher illustrent l'ancien état.

### Nef
La nef unique est charpentée et dépourvue de colonnes ; ce parti pris fréquent sur les premiers édifices romans permet une belle largeur. Elle est éclairée en hauteur par des baies en plein cintre en haut des murs gouttereaux et présente six travées. La majorité du mur sud est contemporain de la première construction (chœur et déambulatoire), le mur nord et la première travée sont réputés du XIIe siècle et correspondent à un agrandissement de la nef. Elle donne directement sur le chœur et son déambulatoire dont elle est séparée par un arc triomphal élevé doté de deux collatéraux accédant au déambulatoire.

### Chœur et déambulatoire
Le chœur voûté doté d'un déambulatoire en arc outrepassé ouvrant sur des chapelles rayonnantes correspond à la partie la plus ancienne de l'édifice (début du XIe siècle) ; il est désaxé vers le sud, l'abside qui se termine par une voûte en cul de four a une curieuse forme en fer à cheval ce qui fait que le chœur comme le déambulatoire sont plus étroits au niveau de l'arc triomphal. Ce type de chœur à déambulatoire n’existe qu'à trois exemplaires dans la région et constitue un des premiers en France,, les chapelles rayonnantes sont constituées de deux absidioles axiales et sud et d'une chapelle nord constituée de deux hémicycles une absidiole nord assez semblable aux deux autres se greffant sur un autre hémicycle plus large correspondant probablement à une tour du castrum.
Une autre chapelle gothique flamboyant a été ajoutée en 1466 sur le côté sud du déambulatoire.

### Chapelle gothique sud
La chapelle méridionale a été fondée en 1466 par Regnault Thierry, chirurgien du roi et doyen du chapitre comme l'attestent les armes et l'inscription sur la clé de voûte ; elle est de forme quadrangulaire et s'ouvre directement sur le déambulatoire au début du chœur permettant une vue privilégiée sur les offices. Les murs est et ouest sont aveugles et le pignon sud flanqué de deux contreforts angulaires s'ouvre par une large baie gothique flamboyant surmontée d'une petite console et d'un élégant oculus aérant les combles. Cette configuration et son orientation vers le château est typique d'une chapelle seigneuriale.

### Chapelle gothique nord (disparue)
Une grande arcade brisée obturée visible à l'extérieur comme à l'intérieur sur le mur nord de la nef est la seule trace de cet oratoire construit sur le cimetière qui s'étendait au nord de la collégiale ; il est détruit entre 1808 et 1837.

### Crypte (disparue)
Une vaste crypte s'étendait sous l'ensemble du chevet. elle est irrémédiablement comblée et détruite en 1828 et le niveau du sol du chœur, du déambulatoire et des chapelles est alors abaissé d'un mètre.

### Sacristie
Ce bâtiment quadrangulaire accolé au mur nord de la nef a été construit au début du XIXe siècle ; il s'ouvre dans la nef près du chœur.

## Description

### Extérieur
Le clocher poche est orné de deux rangées de modillons préservés lors de l'incendie, ces modillons sont essentiellement non figuratifs mais sa face nord est ornée d'un beau décor sculpté d'agneau pascal s'inscrivant dans une croix grecque ; ce décor se retrouve sur quatre autres sites berrichons en dehors de celui figurant sur la collégiale Saint-Ursin de Bourges détruit en 1740 : Saint-Germain de Vornay, Saint-Hugues d'Avord, Saint-Michel de Chârost, Saint-André de Jussy-Champagne; particulièrement monumental ici, il est surmonté d'une épigraphie : « ECCE AGNUS DEI » ; il serait daté du troisième quart du XIIe siècle.

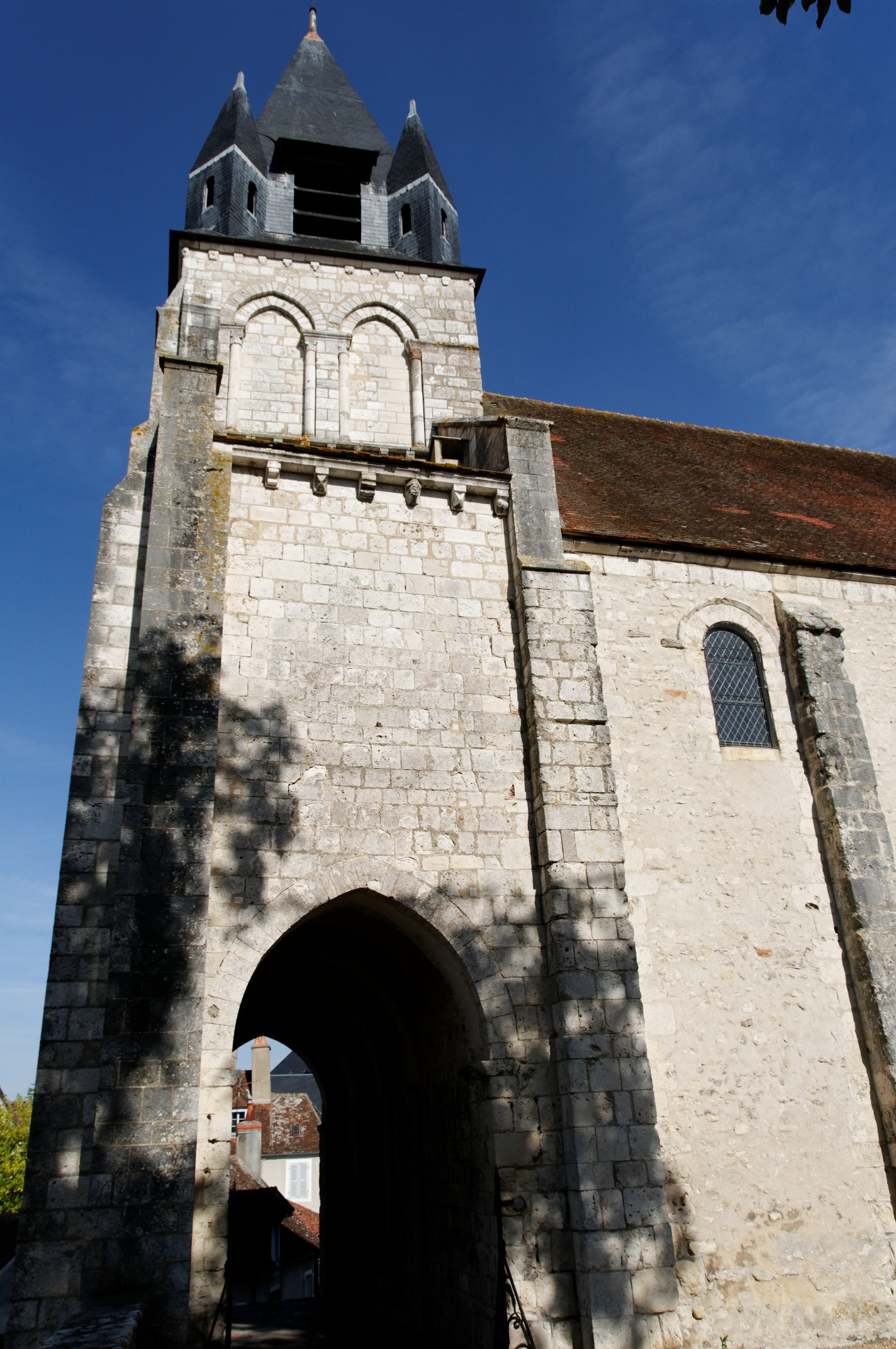
Clocher porche face sud
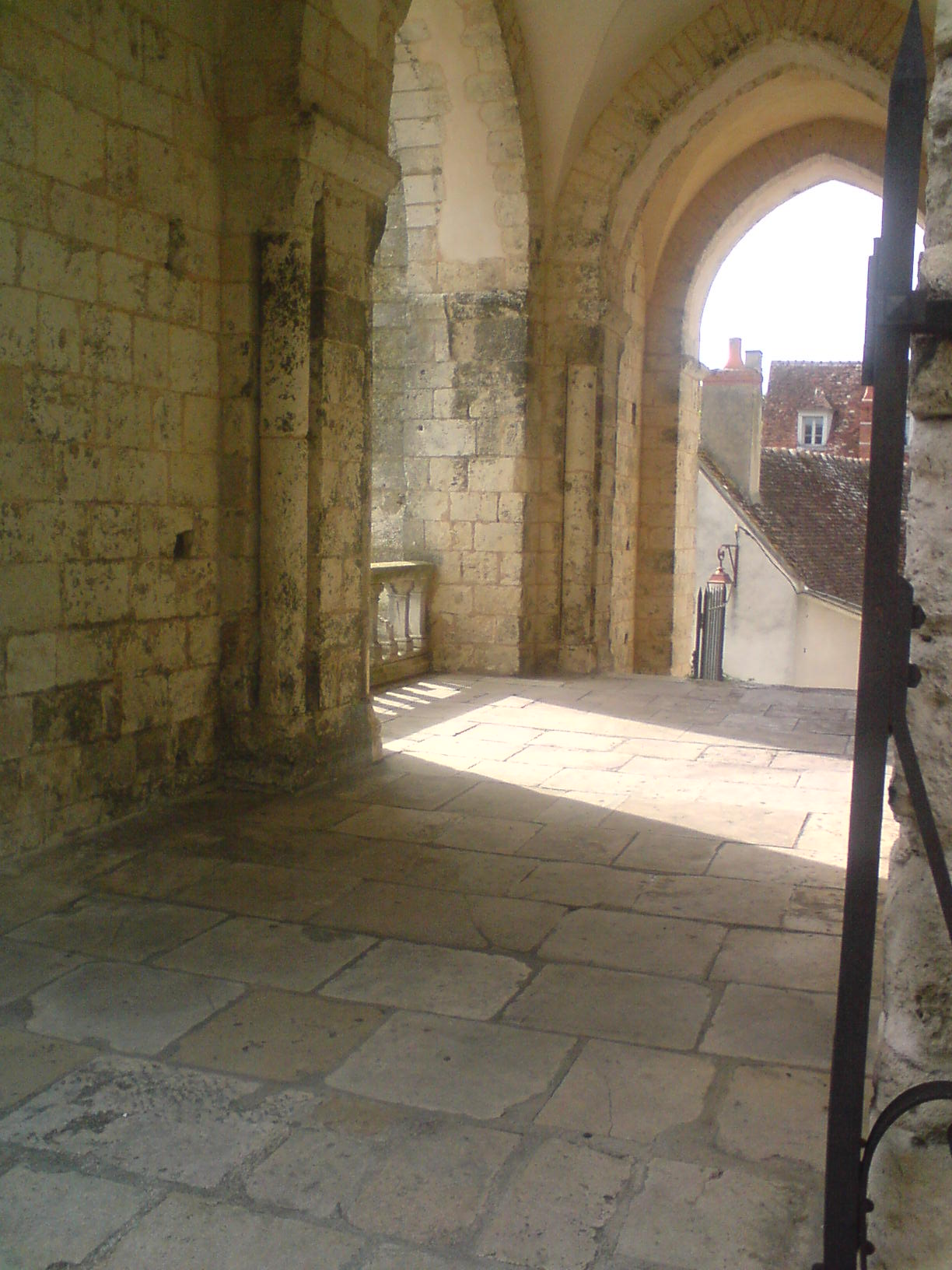
Passage et entrée
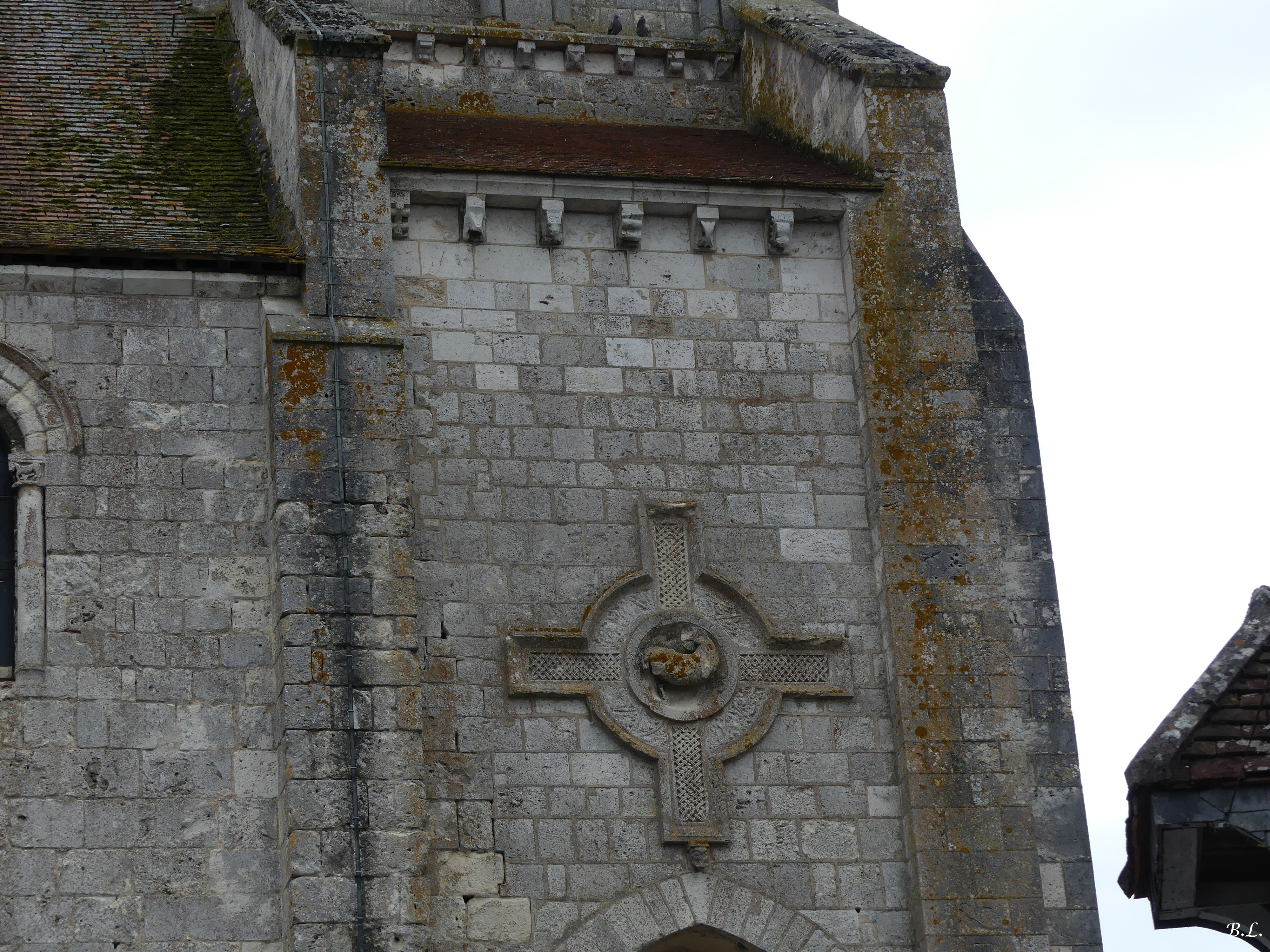
Face à la ville modillons et agneau
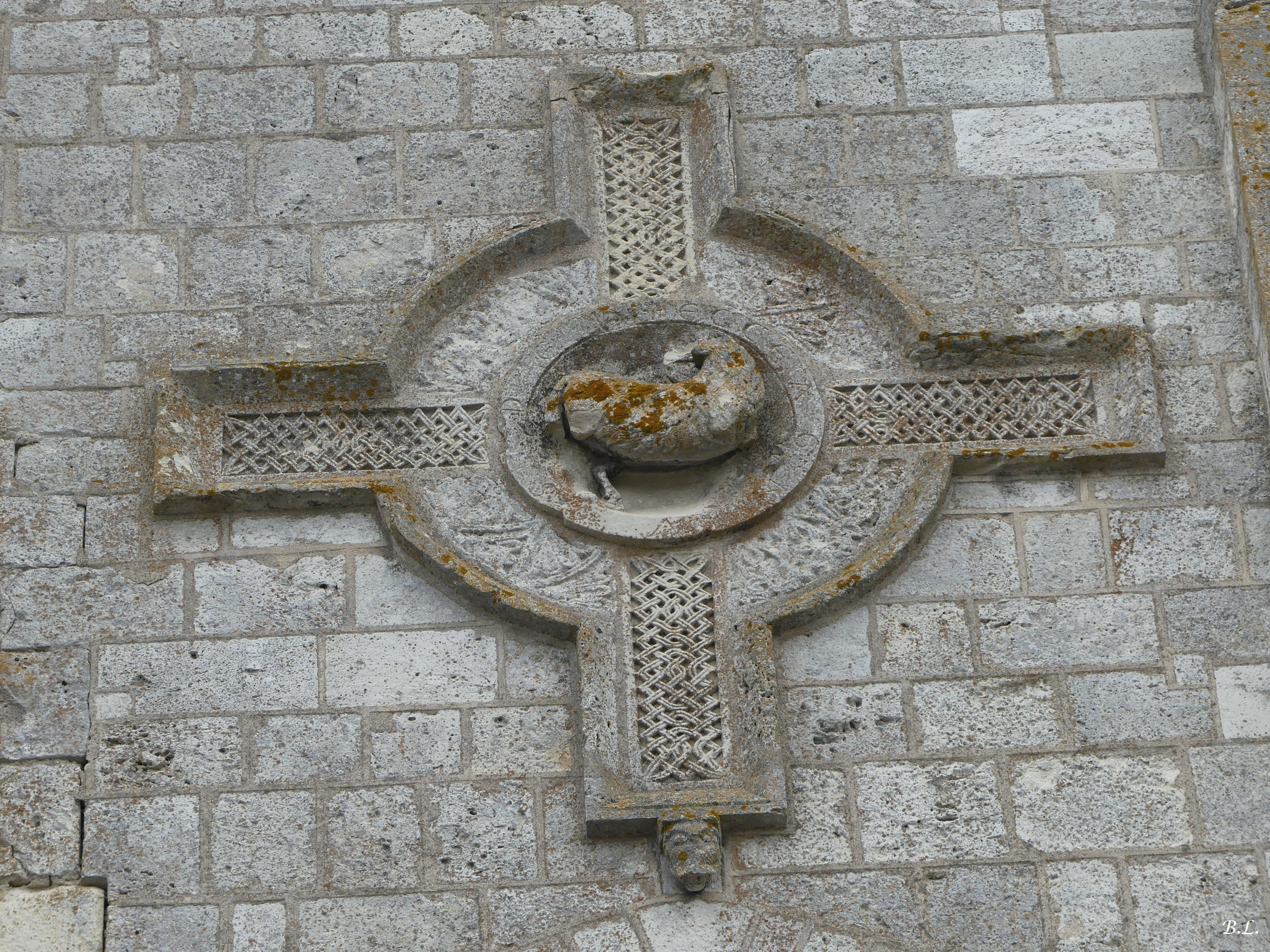
Agneau pascal

Le mur nord présente sur les premières travées occidentales la marque d'une large arcade correspondant à l'ancienne voie passant sous la nef.
Les inscriptions peintes sur les murs de la sacristie accolée à la partie orientale du mur nord évoquent une utilisation de ce local comme remise à incendie.
En faisant le tour du chevet, la hauteur des chapelles rayonnantes évoque fortement d'anciennes tours, elles sont ornées de modillons figuratifs et géométriques ; à la base des ouvertures obturées correspondent aux baies de l'ancienne crypte.
Sur la face sud de l'édifice, outre le pignon de la chapelle méridionale du chœur avec sa baie gothique flamboyante, sa console, son bel oculus, les baies hautes de la nef présentent comme sur le mur nord une élégante archivolte. Une entrée moderne sert d'entrée latérale à l'église.

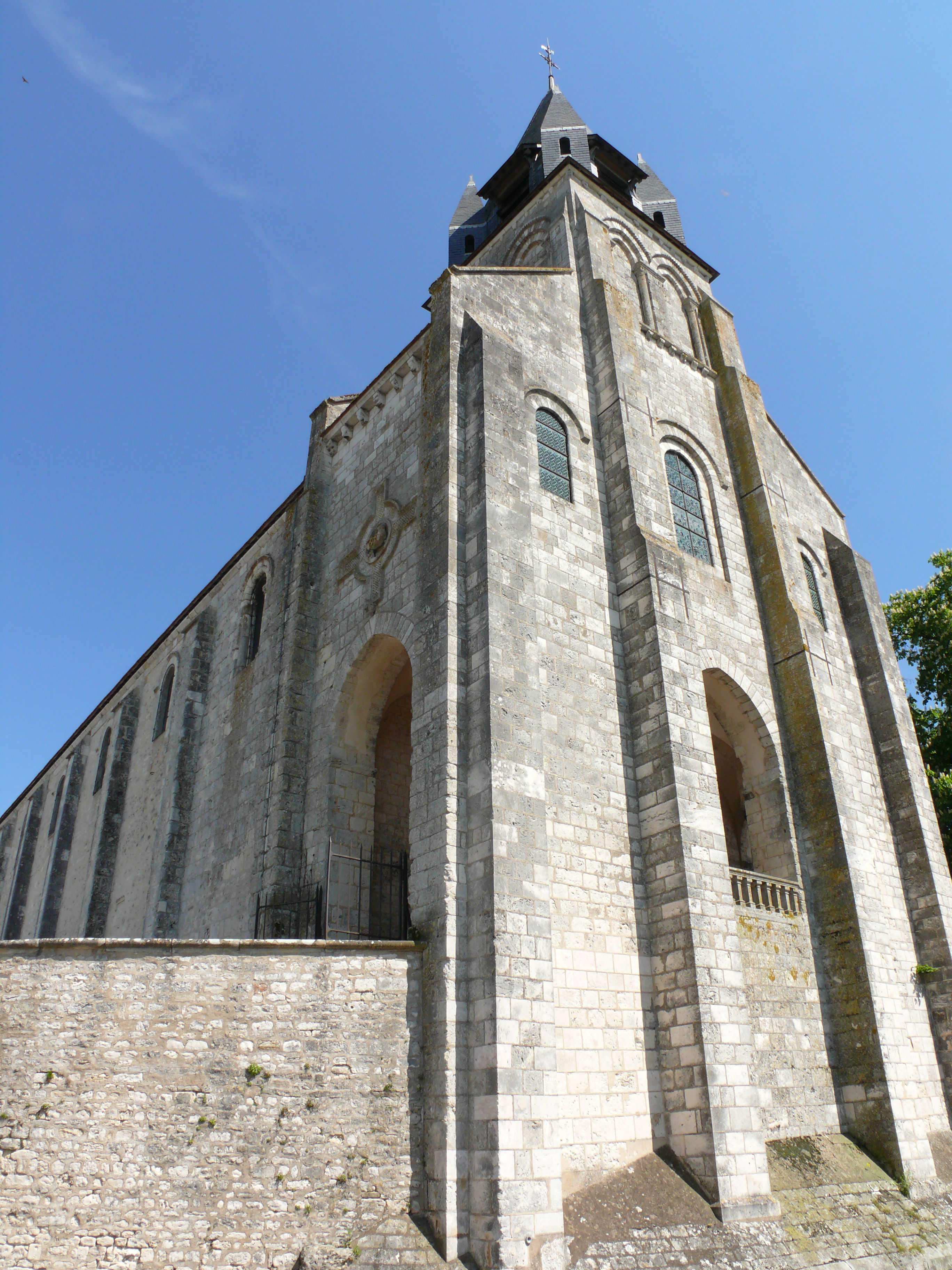
Massif occidental et mur nord
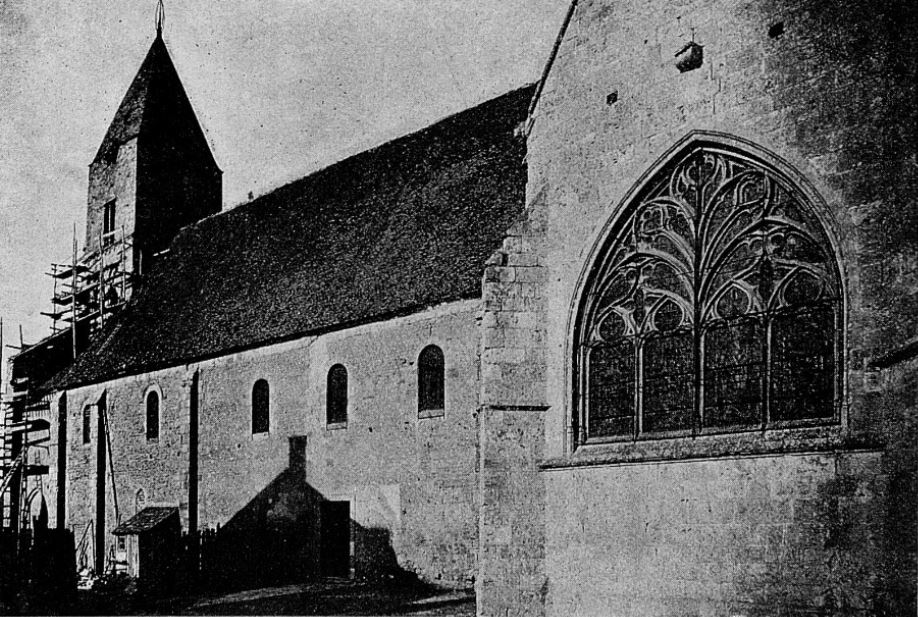
Clocher et élévation sud avant l'incendie de 1910
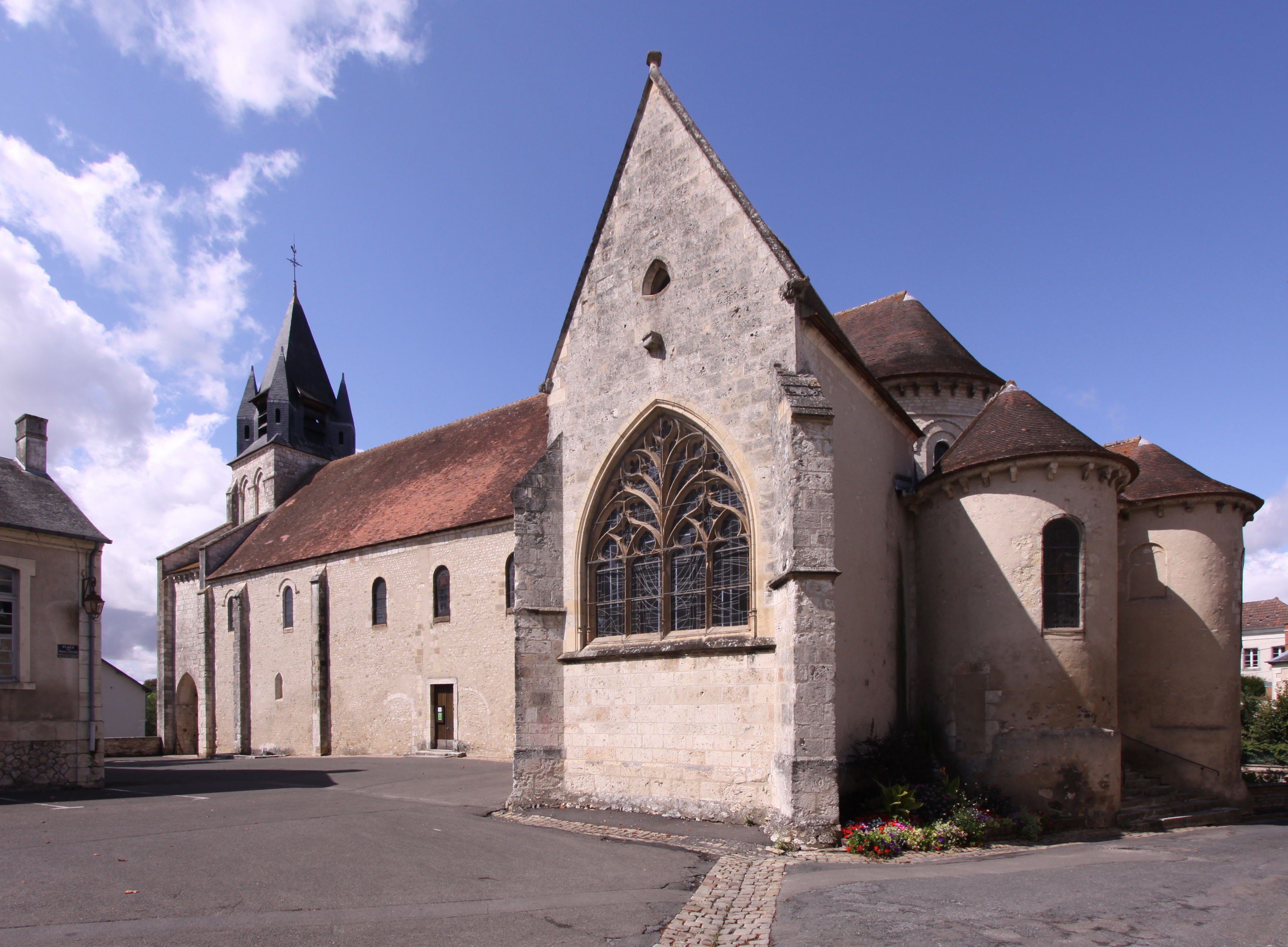
Face sud: absidioles chapelle seigneuriale mur sud
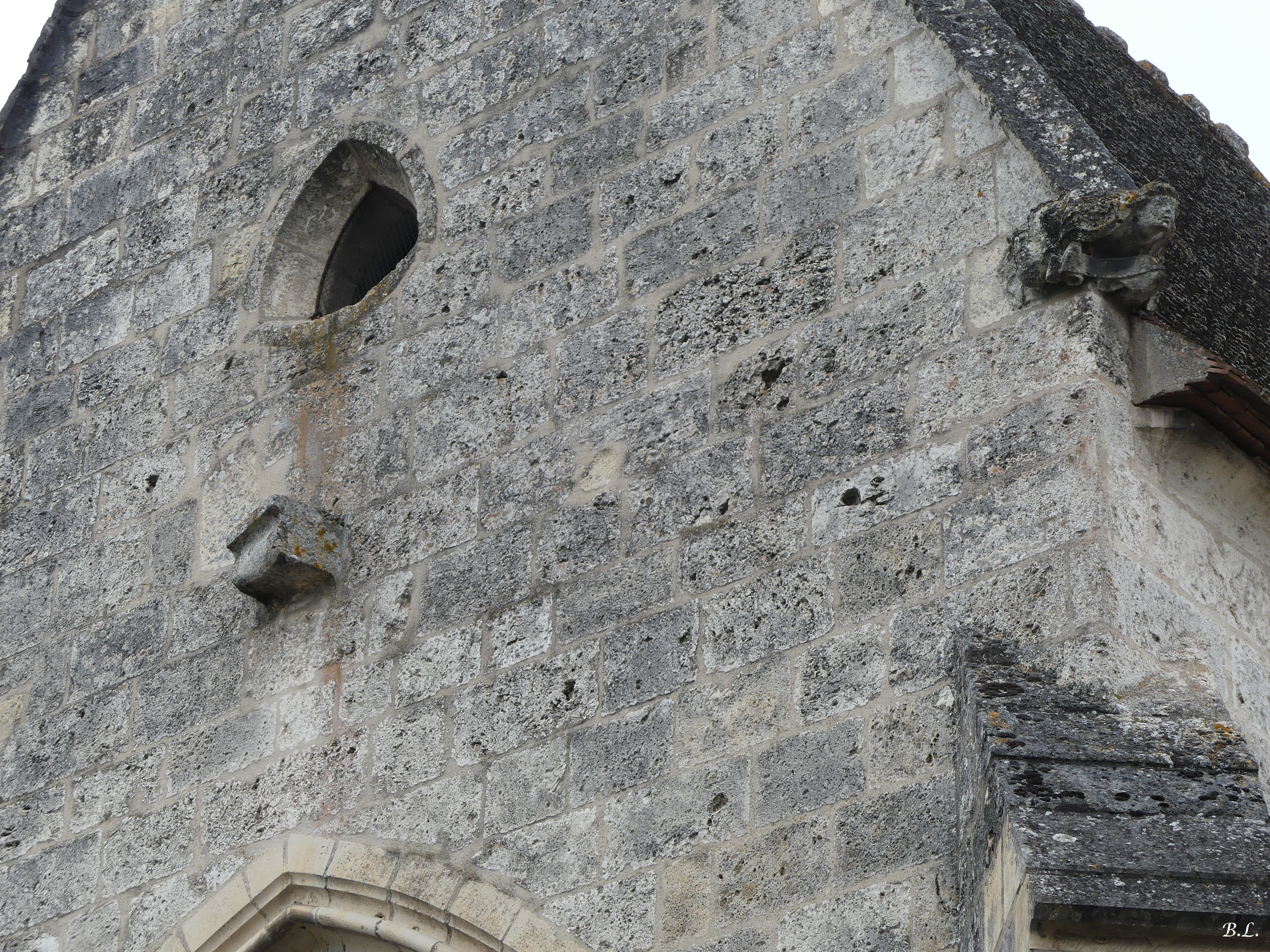
Chapelle seigneuriale détails du pignon

### Intérieur

#### Décor et mobilier disparus
Les restaurations du XIXe siècle font disparaître la voûte lambrissée de la nef et l'épais enduit des murs et des voûtes en particulier du chœur et du déambulatoire masque le travail et les décors éventuels antérieurs.
L'incendie de 1910 détruit la charpente de la nef, les stalles, les ferronneries et des tableaux. Buhot de Kersers cité par Francois Deshoulières décrit cette charpente avec engoulant et décor renaissance,.

#### État actuel et nouveaux décors
La fenêtre de la baie de la première travée du côté nord est ornée de colonnettes avec chapiteaux sculptés.
En entrant à gauche, une armoire à relique du XVe siècle est fermée par une porte en bois sculptée du XVIIe siècle représentant saint Joachim, sainte Anne et la Vierge.
L'arc de l'ancienne chapelle septentrionale est occupé par une œuvre de Grandin de 1886 représentant Jeanne d'Arc à Mehun adorant la Vierge.
La chapelle seigneuriale méridionale, actuellement chapelle de la Vierge, est ornée de cul de lampe et de clef de voûte sculptés ; la chapelle rayonnante septentrionale double, actuellement dédiée à Jeanne d'Arc, abrite une œuvre particulière : les fonts-baptismaux dont la ferronnerie réalisée par Émile Robert, maître de l'Art nouveau puis de l'Art déco, repose sur un support en pierre taillée par Louis Jouanin ; un chemin de croix moderne est l'œuvre du céramiste Rozay, des vitraux réalisés en 1978 par le maître verrier Louis-René Petit ornent le chœur, le déambulatoire et certaines chapelles,.

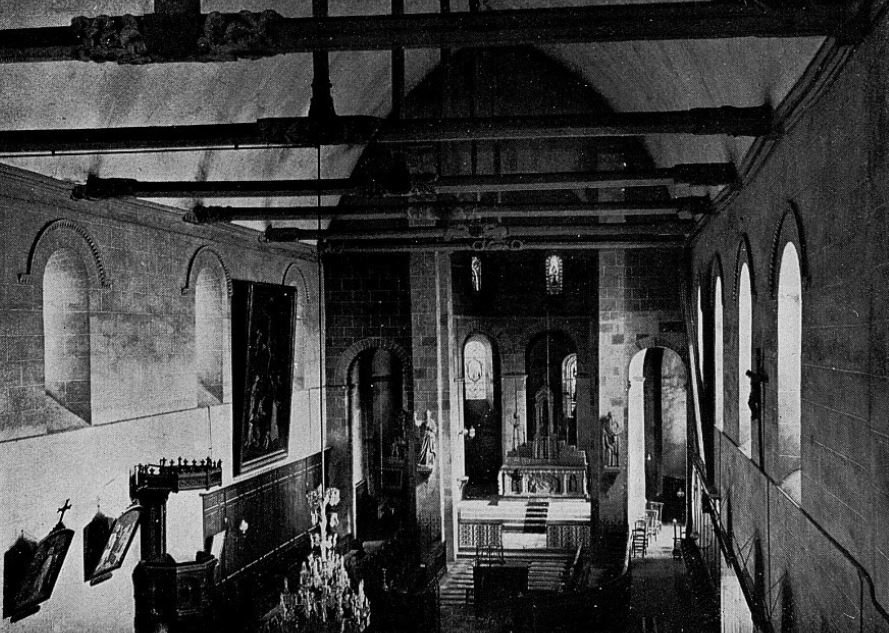
Intérieur avant l'incendie de 1910
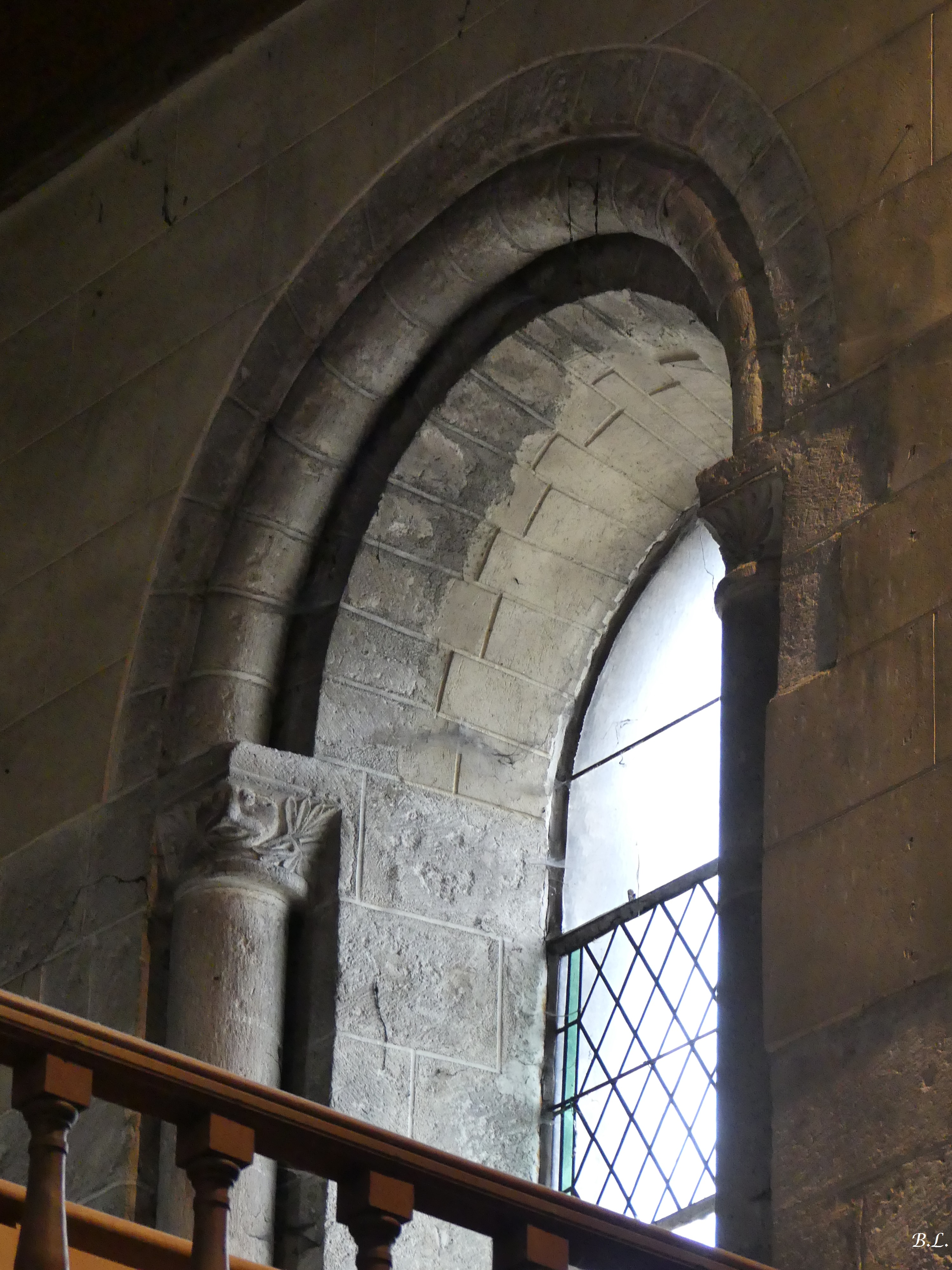
Première baie du mur nord
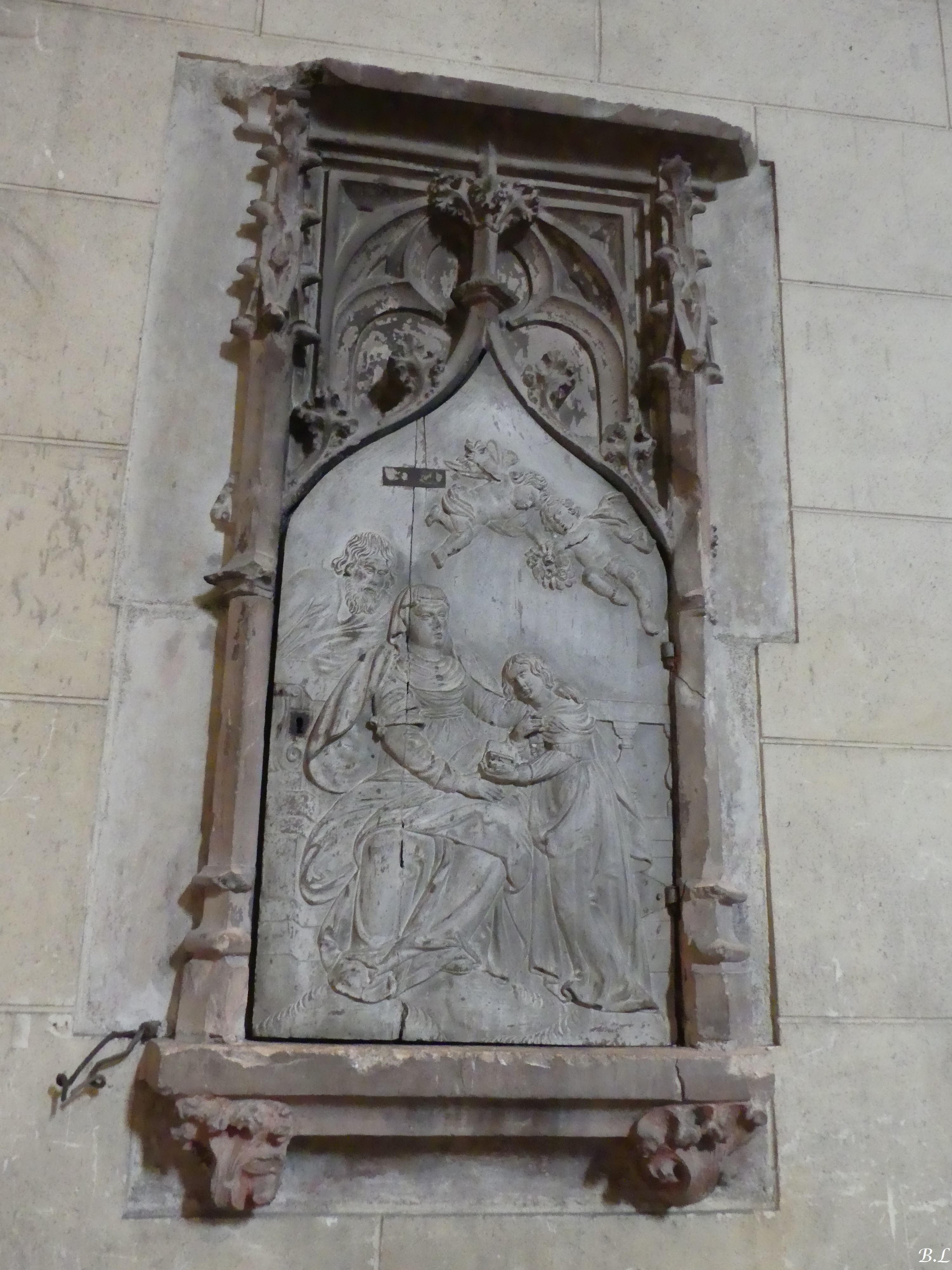
Armoire à relique
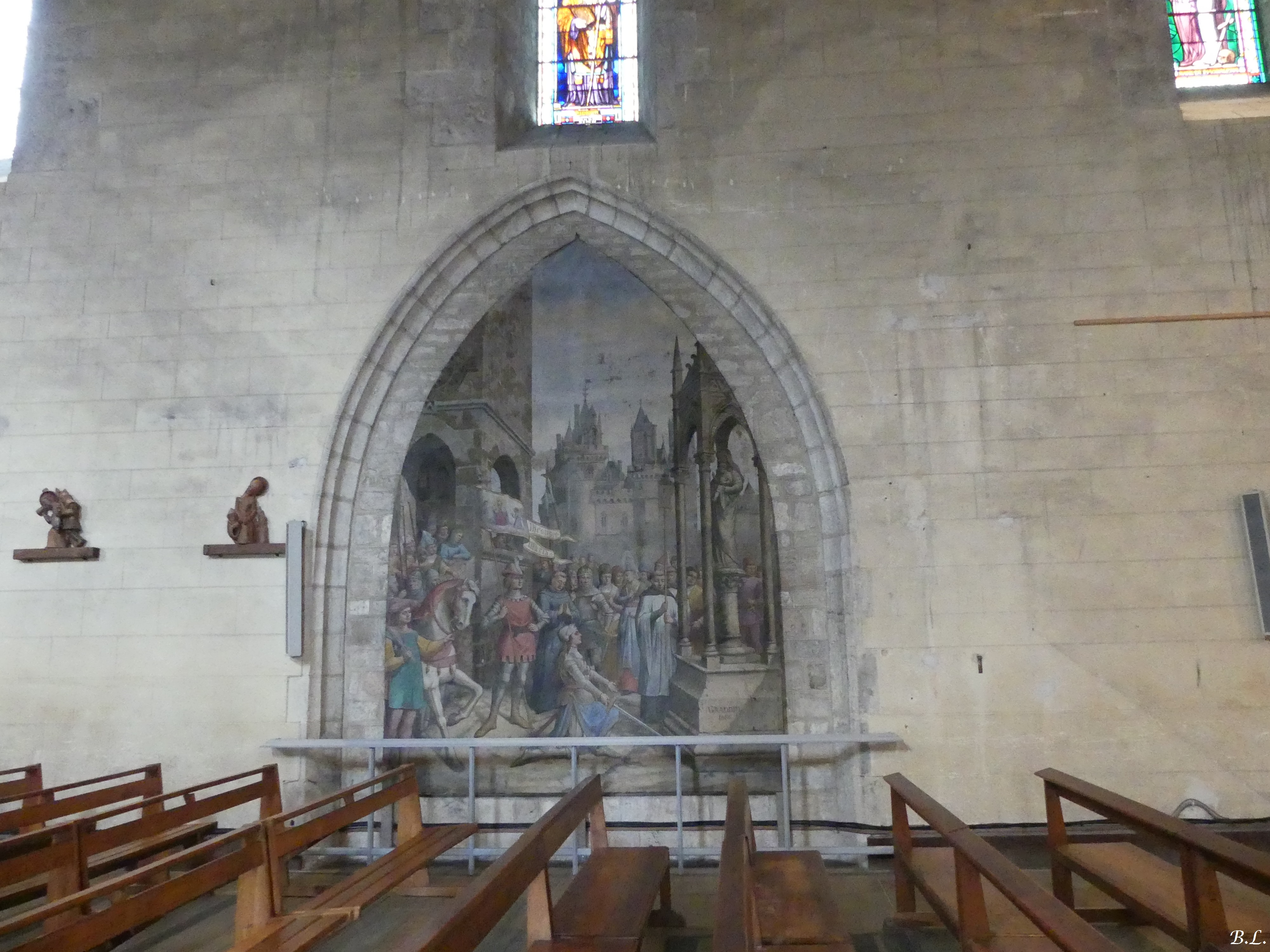
Jeanne d'Arc par Grandin
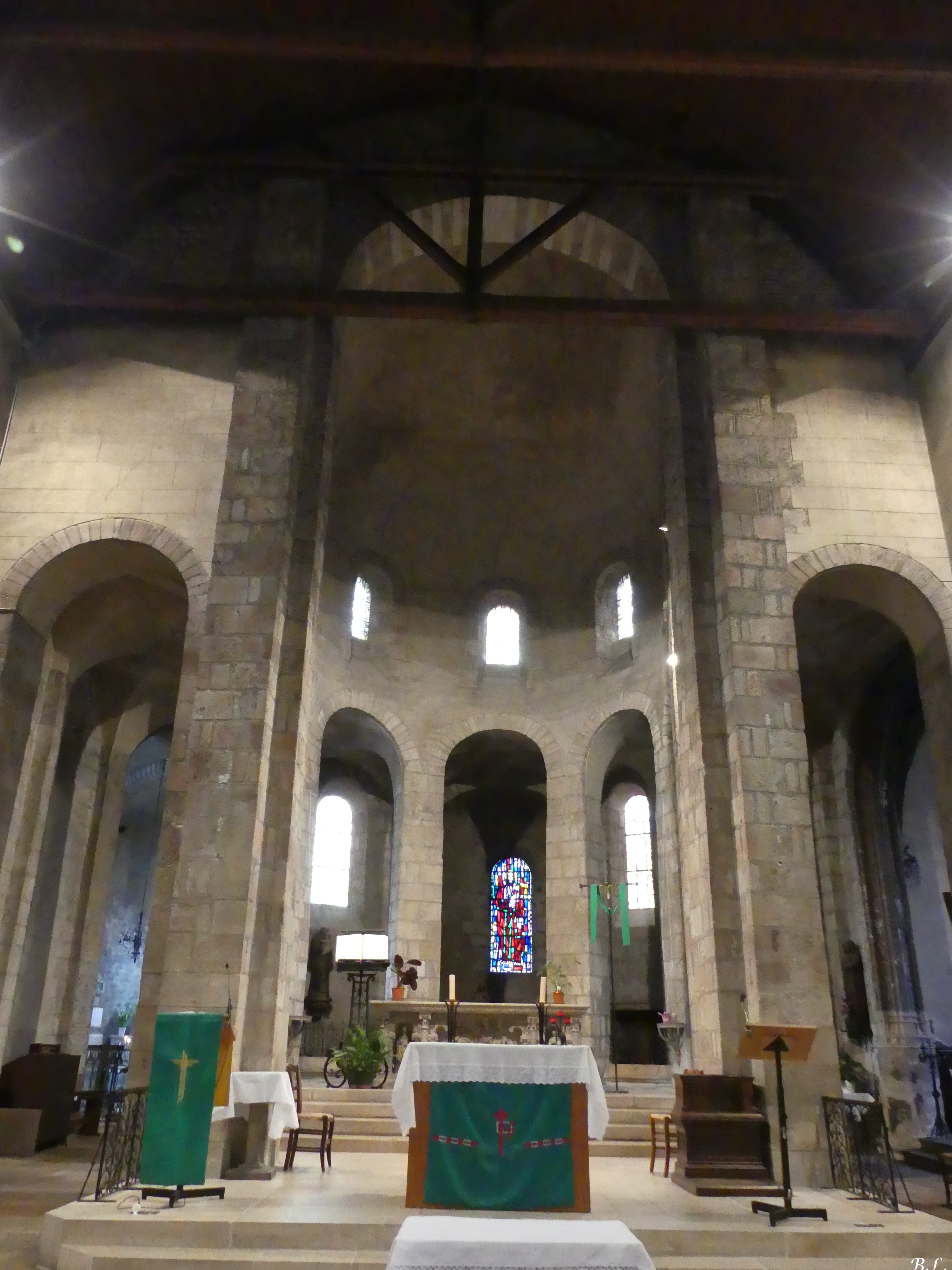
L'arc triomphal
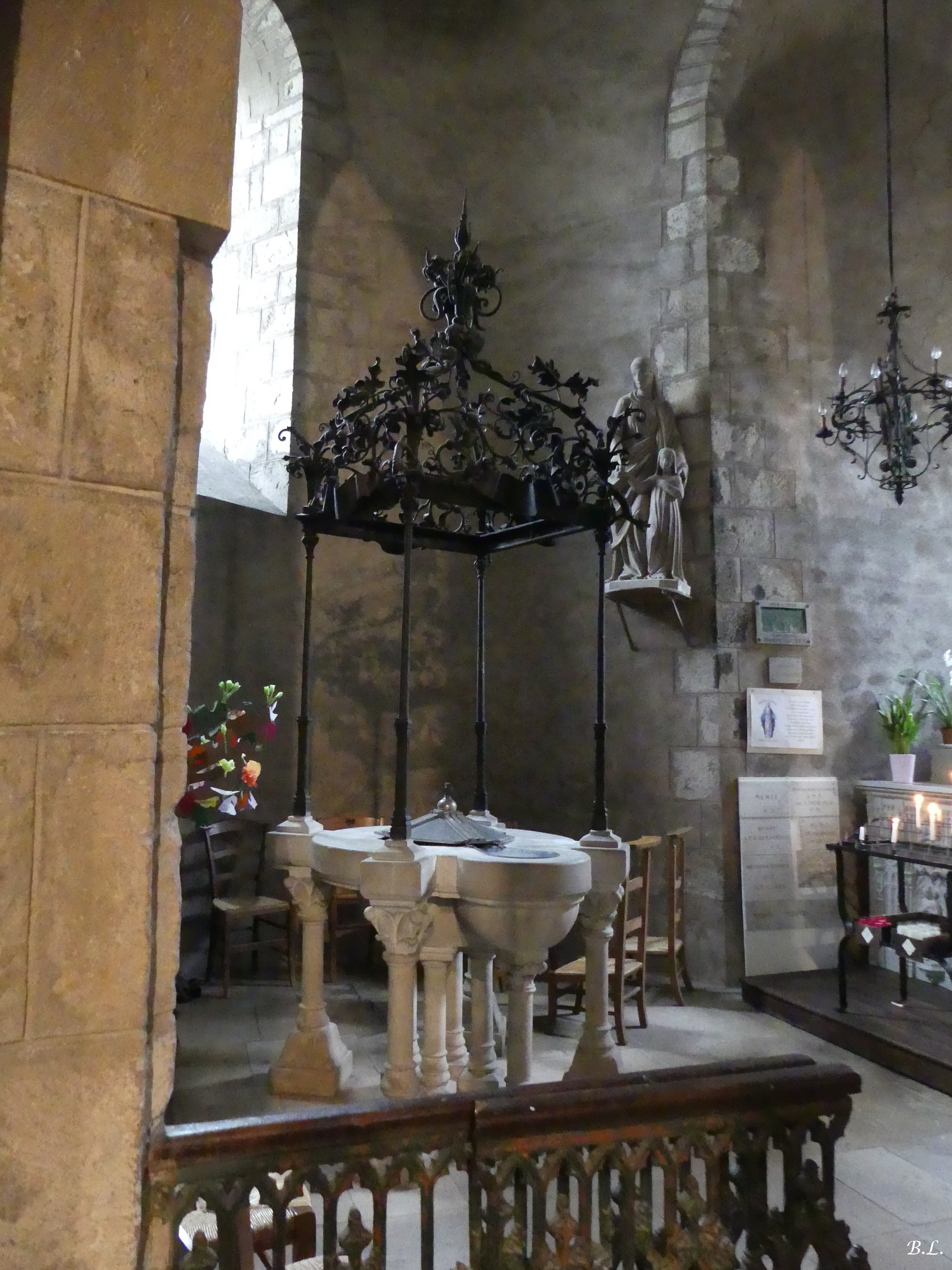
Fonts-baptismaux
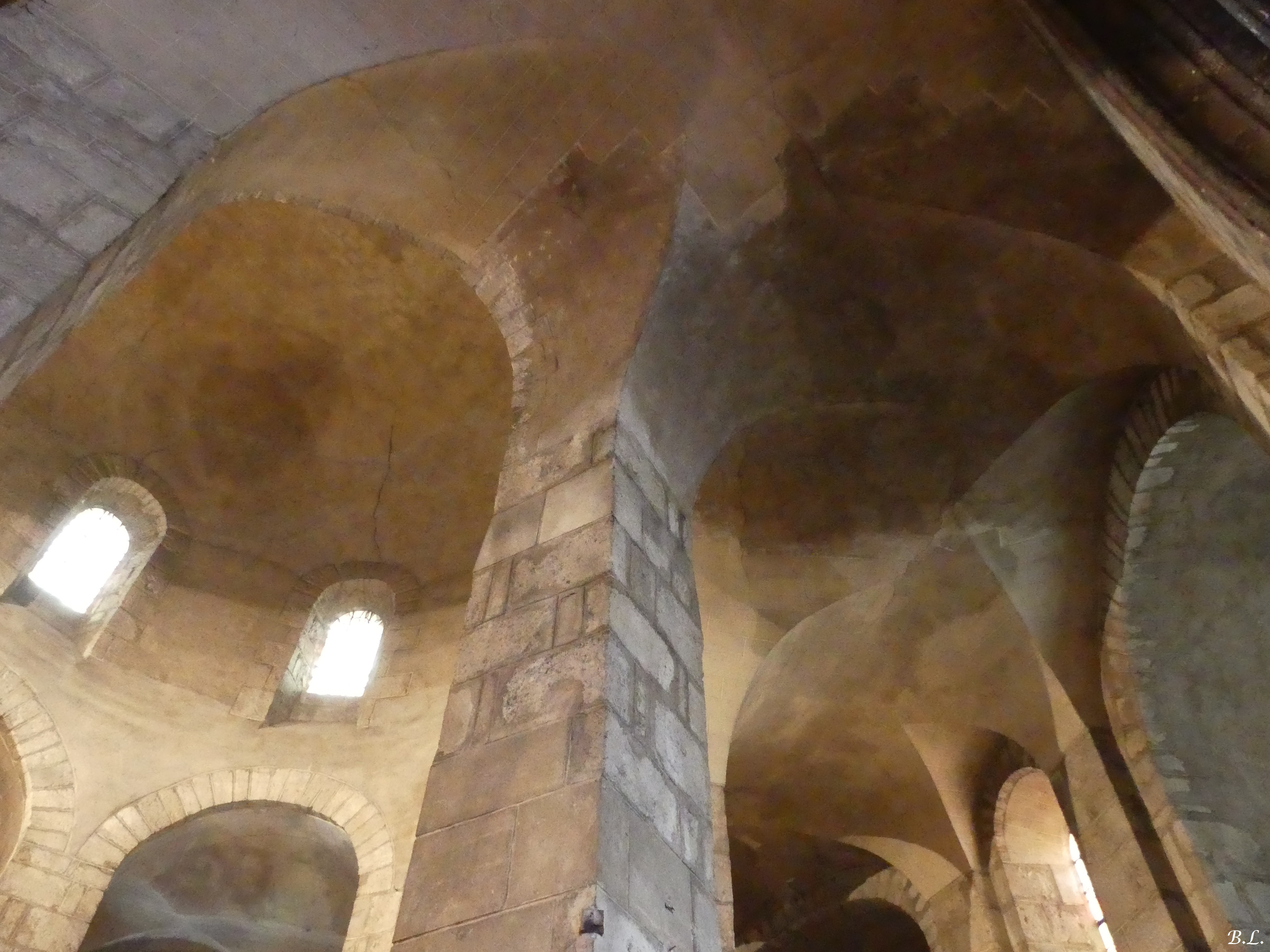
Les voûtes du déambulatoire et de l'abside
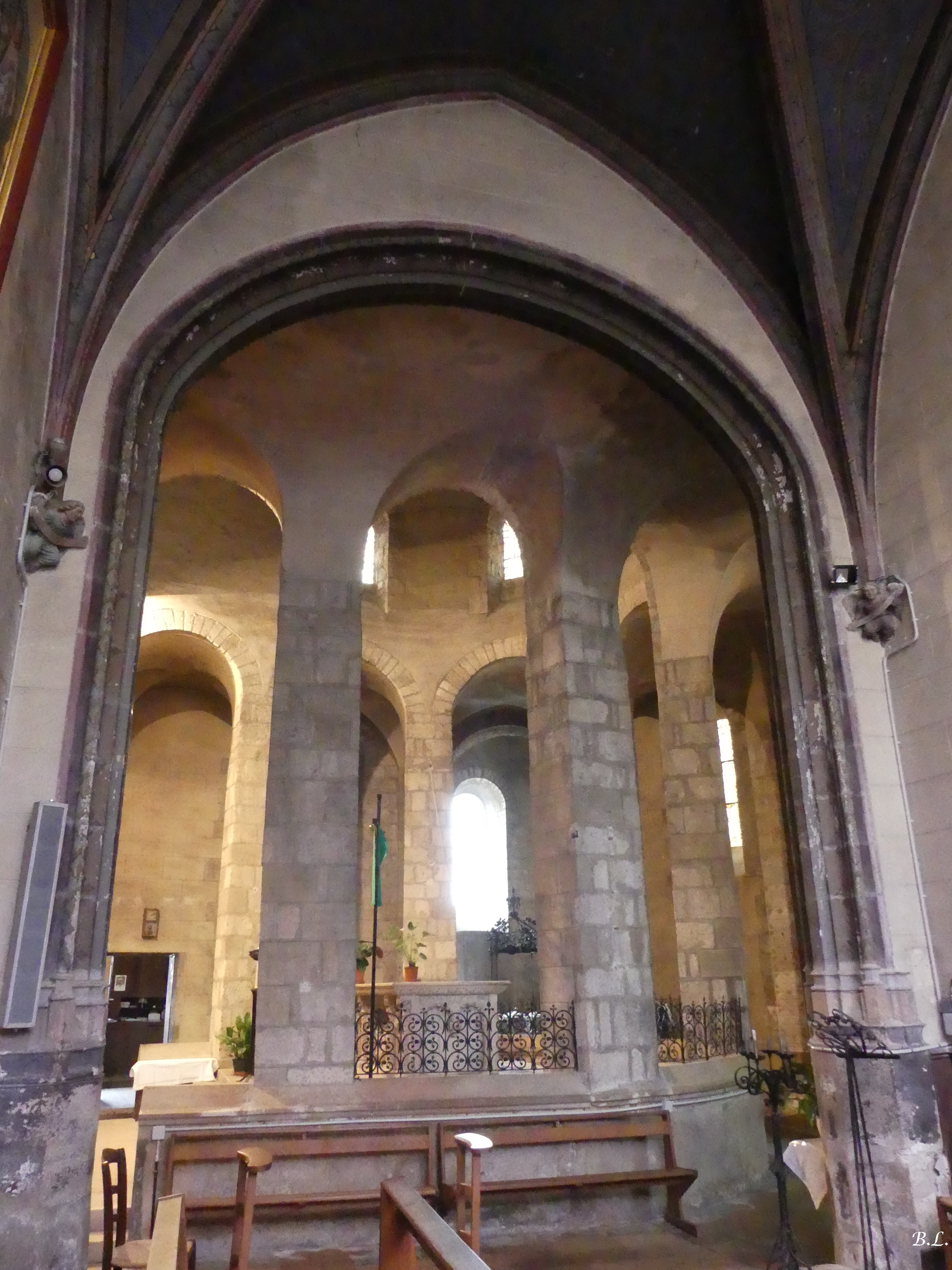
Ouverture de la chapelle seigneuriale sur le déambulatoire